# Le Revest-les-Eaux
Le Revest-les-Eaux település Franciaországban, Var megyében. Lakosainak száma 4046 fő (2022. január 1.). Le Revest-les-Eaux Évenos, Solliès-Toucas, Solliès-Ville, Toulon és La Valette-du-Var községekkel határos.

## Népesség
A település népességének változása:
| Lakosok száma | 3675 | 3794 | 3899 | 3865 | 3914 | 3962 | 4011 | 4002 | 4046 |
|               | 2013 | 2015 | 2016 | 2017 | 2018 | 2019 | 2020 | 2021 | 2022 |